# 조미나 (방송인)

## 프로필
- 출생 : 1984년 8월 29일
- 신체 : 170cm
- 학력 :건국대학교 영어영문학과 입학

## 방송 경력
- SBS CNBC 앵커
- 이데일리TV 앵커
- 한국경제TV 앵커
- JTBC 기상캐스터
- 머니투데이TV 히든스탁 진행